# Literatura confessional

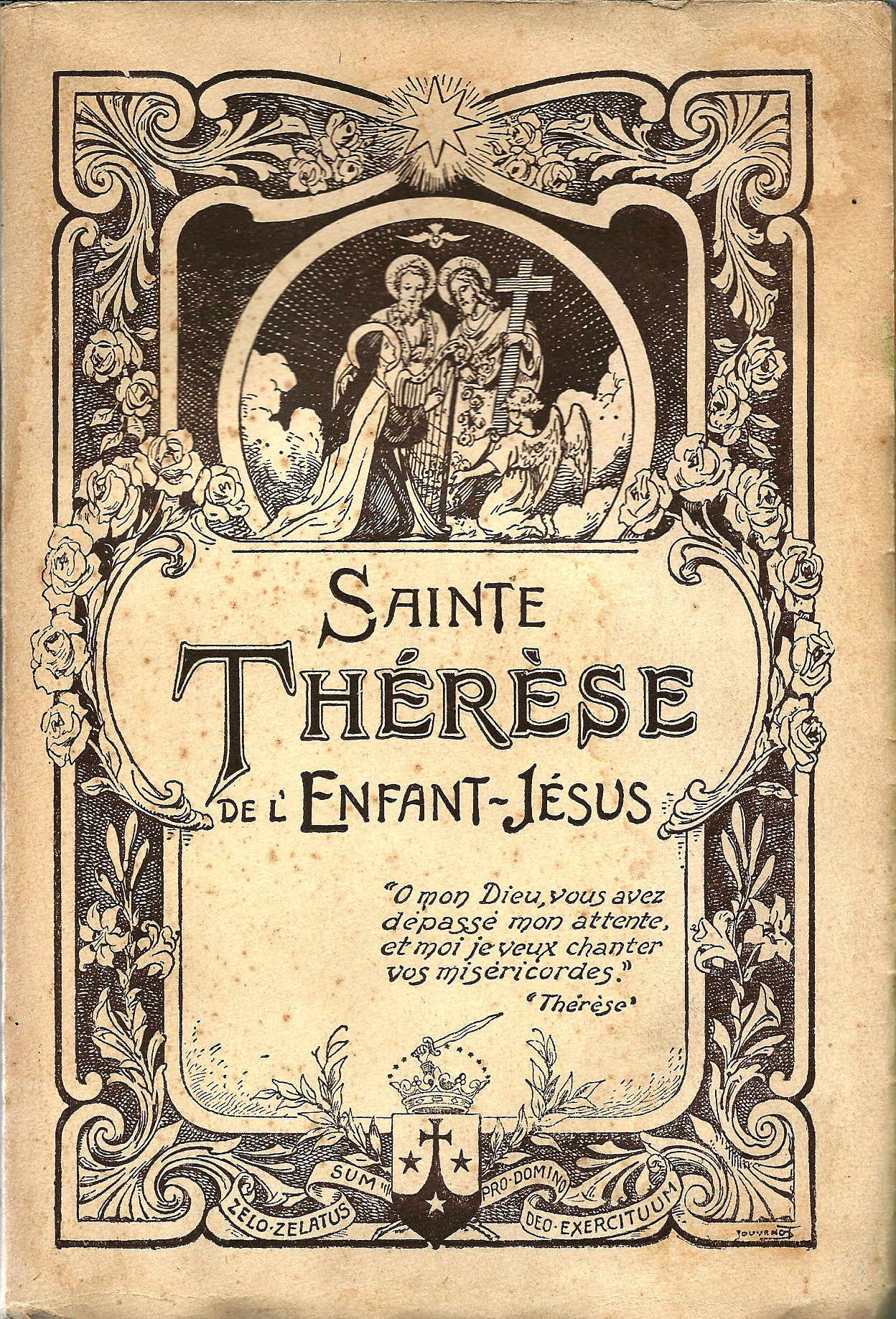
Capa de Santa Teresinha do Menino Jesus, História de uma alma

A Literatura Confessional, estreitamente associada à expressão da intimidade, emerge como uma prática discursiva em que o sujeito de enunciação toma a si mesmo como objeto de conhecimento. Suas raízes remontam tanto ao exame de consciência cristão, como exemplificado nas Confissões de Santo Agostinho, quanto à tradição filosófica e literária secular, que ganha relevância a partir do Iluminismo, especialmente com Jean-Jacques Rousseau. Este, em sua obra precursora As Confissões (1782), inaugura uma nova forma de autoexame, marcada por uma sinceridade sem precedentes, em que o eu se defronta não mais com o julgamento divino, mas com a hipocrisia social.
Os gêneros literários confessionais são, principalmente, as memórias, as autobiografias e os diários. Às vezes, denominados "literatura do eu".
A literatura confessional é, em sua essência, um produto da modernidade, na medida em que reflete a centralidade da subjetividade individual. A modernidade, desprovida de modelos normativos, força o indivíduo a criar suas próprias normas e, assim, a literatura confessional torna-se uma forma de revelação pessoal, onde o autor explora as contradições e paixões do eu. O estilo dessa narrativa frequentemente divaga, refletindo a percepção de que a personalidade humana é constituída por múltiplos impulsos conflitantes, especialmente evidente no romantismo, com sua figura emblemática do herói rebelde.

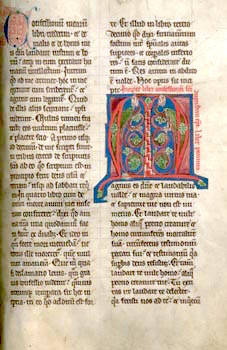
Santo Agostinho, Confissões

A autobiografia moderna, muitas vezes expressa na forma de um narrador autodiegético, instaura uma tensão entre o narrador e o protagonista, resultando em uma disjunção temporal e emocional entre o eu que viveu e o eu que narra. Essa dualidade enriquece a confissão literária, tornando-a não apenas um relato de experiências, mas também um ato de interpretação e reinterpretação das circunstâncias passadas. Obras como Viagens na Minha Terra, de Almeida Garrett, exemplificam essa fusão entre o autor, o narrador e o personagem, oferecendo um discurso digressivo e íntimo que dialoga diretamente com o leitor.
Entendida como literatura do eu se manifesta, portanto, como uma prática literária onde o narrador explora a sua subjetividade expressando uma experiência pessoal que vai além da simples narrativa dos fatos. É, em última análise, uma forma de conhecer-se a si mesmo, ao mesmo tempo em que dialoga com o mundo externo e as convenções sociais transcendendo a mera narração de eventos biográficos, constituindo-se como uma prática de autorrevelação profundamente enraizada na subjetividade moderna e na busca incessante por autenticidade e auto-entendimento.
Em determinados gêneros literários é um pouco difícil estabelecer uma relação direta com a literatura confessional, pois ela não é explícita. É o caso da poesia. Temos, contudo, teses como a da Doutora Teresa Ferreira analisando a autorretratística na expressão de poetas portugueses, deslindando-a. 
O desenvolvimento tecnológico e o advento de novas mídias têm provocado uma verdadeira revolução e incomensurável incremento da literatura confessional. Novas plataformas são facilmente acessíveis e possibilitam a incontáveis autores compartilhar sua intimidade. É o caso dos blogs e diversas redes sociais, por exemplo.

Os blogs são páginas pessoais nas quais os autores podem expor desde experimentações literárias até os mais banais comentários sobre o seu cotidiano. À maneira de um diário íntimo....

De fato, em contextos mais contemporâneos, blogs, postagens em mídias sociais e narrativas digitais expandiram o reino da literatura confessional, permitindo que indivíduos apresentem versões selecionadas de suas vidas em tempo real, para um público potencialmente vasto e imediato. Essas formas levantam novas questões sobre autenticidade, privacidade e autorrepresentação em uma era de construção de identidade performativa.

## Literatura Confessional e Realidade
A literatura confessional, ao fundar-se na suposta autenticidade do autor que se desvela, estabelece uma intricada dialética entre o relato íntimo e a realidade subjetiva. A expectativa de uma reprodução fidedigna dos eventos reais é constantemente tensionada pela mediação interpretativa do autor, cuja narrativa transfigura a memória e as emoções vividas em construção literária. Autores selecionam, distorcem e estruturam suas narrativas de vida para alcançar um efeito literário, sem se comprometer inteiramente com a verdade objetiva.
A psicanálise, ao introduzir a noção de inconsciente, desestabiliza profundamente a concepção tradicional de autorrevelação, questionando a ideia de que o sujeito se compreende na totalidade de sua consciência. A partir dessa premissa, torna-se evidente que o autor se revela, consciente ou inconscientemente, em sua produção discursiva, sendo que a confissão pode conter involuntárias insinceridades. Tal desdobramento desafia a suposição de que o sujeito é plenamente idêntico à sua autoimagem, sublinhando a complexidade da subjetividade e a inevitável opacidade da confissão literária.
Por outro lado, um autor pode muito bem disfarçar-se em personagem como o fez James Joyce com o seu "alter ego" Stephen Dedalus no clássico Retrato do Artista quando Jovem. Assim, a literatura confessional, caracterizada pela exposição íntima e direta das experiências pessoais do autor, estabelece uma relação complexa com a noção de verdade. Ao longo da história, essa forma de escrita tem sido marcada por uma tensão entre a sinceridade pretendida e a subjetividade que permeia a narrativa. Essa dinâmica levanta questões fundamentais sobre o que realmente constitui a "verdade" em um contexto literário.

## Exemplos de Literatura Confessional
- A História das Minhas Experiências com a Verdade
- Anarquistas, Graças a Deus
- Arquipélago Gulag
- As Confissões
- As Pequenas Memórias
- As Palavras
- Baú de Ossos
- Boitempo
- Cemitério dos Vivos
- Confissões
- Confissões de um Assassino Econômico
- De Profundis
- Diário de Anne Frank
- Diário de Bitita
- Dichtung und Wahrheit
- Doze Anos de Escravidão
- Em Busca do Tempo Perdido
- Eu Sou Malala
- Feliz Ano Velho
- História de uma alma
- Infância
- Longa Caminhada Até a Liberdade
- Memórias do Cárcere
- Miles to Go
- Minha Breve História
- Minha Formação
- Moonwalk
- Notes from My Travels
- O Menino no Espelho
- O Que É Isso, Companheiro?
- Oração aos Moços
- Orange Is the New Black: My Year in a Women's Prison
- O Silêncio da Água
- Paris é uma Festa
- Prólogo, ato, epílogo
- Quarto de Despejo
- Retrato do Artista quando Jovem
- Rita Lee: uma autobiografia
- Sete Anos no Tibete
- Surpreendido pela Alegria
- Vivir para contarla
- Walden
- 127 Horas: Uma empolgante história de sobrevivência